# اماندا كوتزر
اماندا كوتزر (بالإنجليزية: Amanda Coetzer)‏ مواليد 22 أكتوبر 1971 في جنوب أفريقيا، هي لاعبة كرة مضرب جنوب أفريقية سابقة بدأت مسيرتها كمحترفة في يناير 1988، اعتزلت اللعب في يونيو 2004.

## روابط خارجية
- اماندا كوتزر على موقع رابطة محترفات التنس (الإنجليزية)
- اماندا كوتزر على موقع الاتحاد الدولي لكرة المضرب (الإنجليزية)
- اماندا كوتزر على موقع كأس بيلي جين كينغ (الإنجليزية)
- اماندا كوتزر على موقع بطولة ويمبلدون (الإنجليزية)
- اماندا كوتزر على موقع خلاصة التنس.كوم (الإنجليزية)
- اماندا كوتزر على موقع اللجنة الأولمبية الدولية (الإنجليزية)
- اماندا كوتزر على موقع أوليمبيديا (الإنجليزية)